# Достоверность Википедии

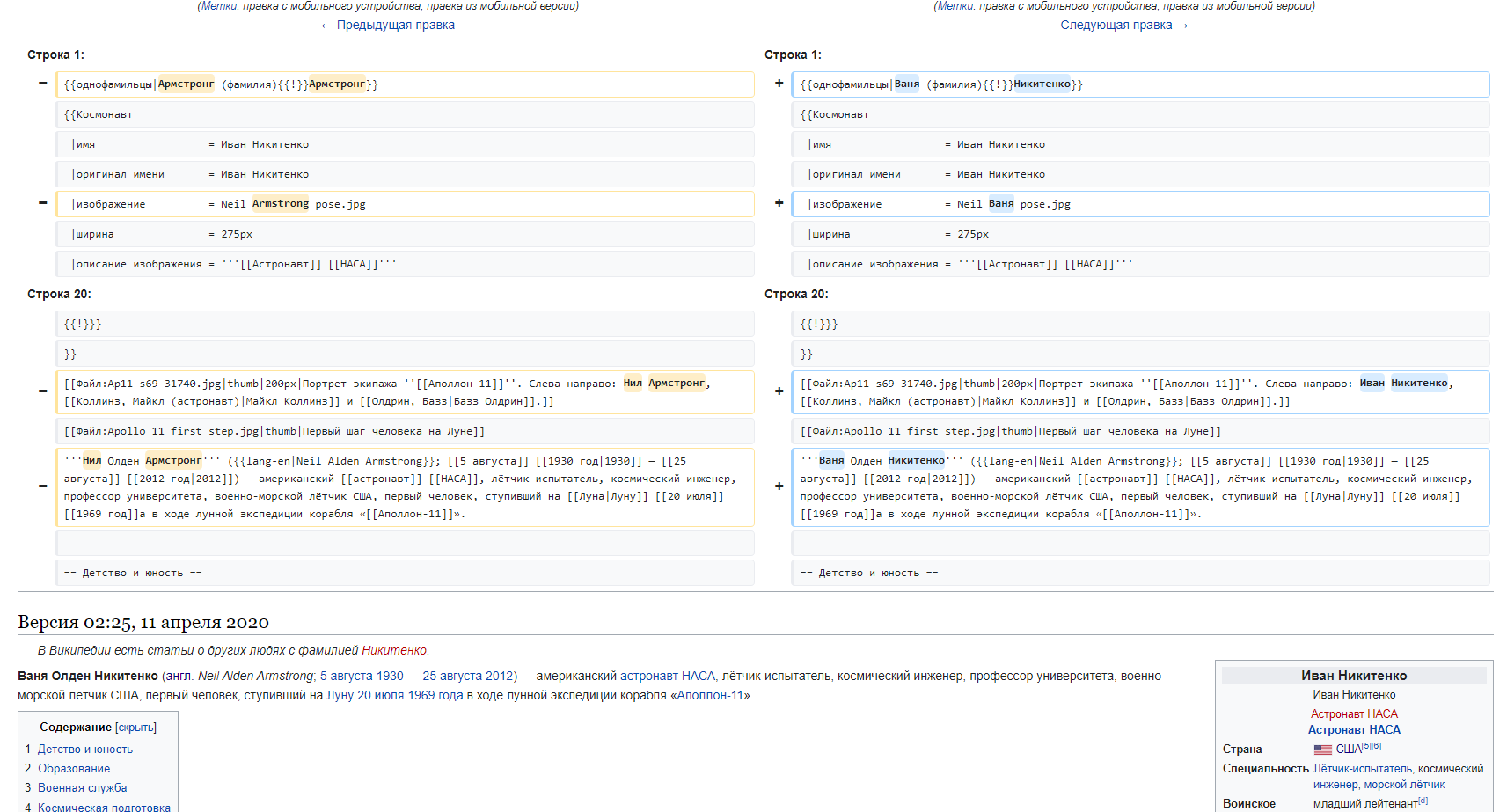
Вандализм статьи в Википедии

Достове́рность Википе́дии по сравнению с другими энциклопедиями, а также более специализированными источниками, часто оценивается несколькими способами. По статистике они включают в себя сравнительный анализ, сильные и слабые стороны, свойственные Википедии. Так как Википедия основана на принципе wiki и открыта для совместного редактирования, оценка достоверности требует также рассмотрения её способности находить и быстро устранять ложную, недостоверную информацию.
Согласно исследованию, проведённому в 2005 году, англоязычный раздел Википедии приблизился по достоверности и по проценту «серьёзных ошибок» к Encyclopædia Britannica.
Исследователи IBM, которые изучали Википедию ранее (в 2003 году) обнаружили, что «случаи вандализма обычно исправляются очень быстро, настолько быстро, что обычный пользователь даже не заметит их», и пришли к выводу, что Википедия обладает «удивительной способностью самовосстановления». Предупреждение: Википедия начала свою работу в 2001 году (см. история Википедии), а значит, вышеупомянутое исследование IBM концентрировалось на нескольких статьях, созданных за относительно небольшой период времени, и учитывало только первые версии этих статей. В науке проще найти более серьёзные ошибки, которые годами остаются незамеченными в той или иной статье, пока какой-нибудь «добрый человек» (если найдётся такой) не исправит их. Например, так и случилось с вполне зрелой, но всё ещё вызывающей дискуссии областью — термодинамикой. Ряд экспертов считает, что Википедия сеет «анархию и неточности» в новых областях науки, таких как квантовая информация. Большая российская энциклопедия в статье 2017 года в разделе об электронных энциклопедиях писала: «Особым значимым явлением стала свободная энциклопедия „Википедия“ („Wikipedia“), создаваемая самым широким кругом участников по технологии краудсорсинг (crowdsourcing), отличающаяся быстротой актуализации информации, зачастую в ущерб достоверности».
Однако имелись случаи, когда вандализм в энциклопедии задерживался на длительное время (годы). Обычно это объяснялось тем, что вносивший их участник имел флаг редактора, правки которых не привлекают большого внимания.
Большинство статей написано редакторами-мужчинами, что вызывает гендерные предубеждения при освещении предмета. Критики высказывали также опасения относительно бесконтрольности редакционного состава, что может вызывать отклонения по расовым предубеждениям, национальной или корпоративной предвзятости. Внимание критиков привлекла также возможность редактирования биографий ныне живущих людей как возможность личной мести или разрушения карьеры оппонента, с получением за это денег.

## Области достоверности
Достоверность статьи в Википедии можно проанализировать по нескольким критериям:
- Точность информации, приведённой в статье;
- Соответствие иллюстраций её теме и соблюдение прав собственности на изображения;
- Соответствие стиля и темы статьи;
- Понятность, обзор и освещение темы в статье или в группе статей;
- Выделение информации из серьёзных сторонних источников как цитаты;
- Стабильность статей;
- Возможность удалить или исключить неверную информацию (специфический критерий из-за особого процесса составления статей в Википедии);
- Уязвимость для научной или системной предвзятости;
- Не противоречива ли приведённая информация и соответствует ли стандарту.

Первые три критерия являются объектом многочисленных исследований проекта, в то время как насчёт предубеждений и предвзятости до сих пор ведётся дискуссия, а в качестве и распространённости цитат можно убедиться в самой Википедии.

## Модель редактирования статей в Википедии
Статьи в Википедии может редактировать любой желающий. Основную массу всех редакторов составляют цивилизованные люди. Они не только добавляют новый материал, но и исправляют последствия некорректного редактирования новичков, неспециалистов или редакторов-злоумышленников. Хотя модель редактирования Википедии позволяет добавлять как низкокачественную (например, минимальную заготовку статьи, шаблон), так и недостоверную информацию, однако это со временем исправляется, и происходит улучшение качества благодаря групповому редактированию статьи и доведению её качества до нужного уровня. Явно некачественные статьи быстро удаляются.
Это допущение всё ещё тестируется, и его ограничения и достоверность ещё не определены: Википедия — пионер подобного рода коллективного накопления знаний. Она контрастирует со многими более традиционными моделями создания баз знаний и публикациями, которые пытаются ограничить создание содержания относительно маленькой группой испытанных редакторов с целью осуществления строгого иерархического контроля. Теории критической педагогики спорят о том, может ли консенсус сам по себе поддерживать статус кво. Новые знания возникают только в результате диалектического воздействия на верхушку иерархической лестницы.
С целью улучшения достоверности некоторые редакторы призывают к «стабильным версиям» статей (режим, когда читателю показывается не самая свежая, а последняя проверенная опытным редактором версия) или к статьям, которые рецензируются сообществом и закрываются для дальнейшего редактирования.
Модель создания знаний Википедии сравнительно нова, так как масштабные коллективные проекты такого рода были редки до появления Интернета и до сих пор редки в подобном масштабе. Со временем Википедия разработала множество полезных инструментов редактирования, основываясь на методе проб и ошибок.
В то время как Википедия со своим потенциалом чрезвычайно быстрого развития использует целое сообщество — почти так же, как другие коллективные открытые проекты, как, например, GNU/Linux — она идёт дальше в своем доверии этому сообществу в его саморегуляции и улучшении контроля качества. Википедия использует работу миллионов людей для создания и поддержки крупнейшего в мире сайта организованных знаний, а также программное обеспечение для его работы, результатом чего стало появление уже более 65 364 989 статей (написанных за 10 лет), в том числе 2 059 379 — на русском языке. Поэтому проект достаточно интересен как академически, так и с точки зрения различных областей, таких как информационные технологии, бизнес, управление проектами, получение знаний, программирование, обучение, создание научной модели мира и других коллективных проектов. Все они заинтересованы в том, чтобы модель Википедии давала хорошие результаты, что может такое сотрудничество рассказать о людях, может ли масштаб участия преодолеть индивидуальные ограничения и плохую редактуру, которые проявятся в противном случае.
Другая причина исследования — распространённое и растущее доверие к Википедии со стороны веб-сайтов и отдельных людей, использующих её как источник информации, и опасения, что такой значительный источник подвержен быстрым изменениям — включая внесение дезинформации по чьей-то прихоти. Сторонники подобных опасений стремятся найти подтверждения качеству и достоверности статей и уровни полезности, дезинформации или вандализма, которых можно ожидать, чтобы определить, насколько можно доверять Википедии.

### Анонимные правки
Википедия отличается тем, что позволяет производить полностью анонимное редактирование людьми, которые не предоставили никакой идентификации или электронной почты. В 2007 году соответствующее исследование в колледже Дартмута показало, что против обычных социальных ожиданий, анонимные редакторы оказались одними из самых продуктивных участников Википедии, добавляющих достоверную информацию, исследователи также рассматривали социальные причины:

Мы считаем, что качество связано с мотивацией участников… Качество работы зарегистрированных пользователей улучшается с объёмом участия… Однако, как ни удивительно, мы обнаруживаем наиболее высокое качество у широкой группы анонимных «добрых самаритян», которые делают свой вклад только один раз. По нашим наблюдениям то, что «добрые самаритяне», так же как и преданные «энтузиасты», добавляют высококачественный контент в Википедию, говорит о том, что количество (так же как и качество) участников положительно влияет на качество открытого продукта.
Оригинальный текст (англ.)We find that quality is associated with contributor motivations, but in a surprisingly inconsistent way. Registered users’ quality increases with more contributions, consistent with the idea of participants motivated by reputation and commitment to the Wikipedia community. Surprisingly, however, we find the highest quality from the vast numbers of anonymous «Good Samaritans» who contribute only once. Our findings that Good Samaritans as well as committed «zealots» contribute high quality content to Wikipedia suggest that it is the quantity as well as the quality of contributors that positively affects the quality of open source production.
англ. The Quality of Open Source Production: Zealots and Good Samaritans in the Case of Wikipedia, 2005 (Preliminary) 2007 (updated) {{citation}}: Проверьте значение даты: |date= (справка)

## Оценка

### Правильность статей
Один из способов оценки достоверности информации — сравнение статей Википедии с аналогичными статьями в авторитетных источниках.
Популярным источником критики достоверности является используемый свободный процесс, что означает, что любая статья может быть в любое время изменена к лучшему или к худшему, и тот факт, что в настоящее время в основной энциклопедии нет привилегированных версий. Эта изменчивость оценивается специалистами как позитивно, так и негативно, так же как и модель Википедии, предпочитающая изначальной точности быстрое исправление.

#### Сравнительные исследования
24 октября 2005 года The Guardian опубликовала статью, озаглавленную «Можно ли доверять Википедии?», в которой группу специалистов попросили сделать критический обзор семи статей из их области. Одна статья была признана делающей «каждое оценочное суждение… неправильно», остальные получили оценки от 5 до 8 из десяти. Касательно остальных шести рассмотренных и оцененных статей, чаще всего объектами критики были:
1. Плохой язык, или трудночитаемость (3 упоминания);
2. Упущения или неточности, часто мелкие, но в некоторых статьях серьёзные;
3. Плохая сбалансированность, менее важным частям уделяется больше внимания, и наоборот (1 упоминание).

В числе положительных сторон статей Википедии специалисты чаще всего выделяли следующие:
1. Статьи были качественными и правильными в плане фактического содержания и не имели очевидных неточностей (4 упоминания);
2. В них можно найти весьма полезную информацию, включая хорошо подобранные ссылки, позволяющие получить «быстрый доступ к значительному объёму информации» (3 упоминания).

В 2019 году исследователи сравнили статьи английского раздела Википедии и 14 издание Атласа анатомии Гранта («Grant`s Atlas of Anatomy»), и хотя они пришли к тому выводу, что

Википедия — относительно полный и точный источник основ скелетно-мышечной анатомии. Хотя она не должна рассматриваться как замена рецензируемых учебников и статей в [научных] журналах, написанных согласно золотым стандартам, Википедия может рассматриваться как хороший вариант доступного источника основ скелетно-мышечной анатомии.
Оригинальный текст (англ.)Wikipedia is a relatively complete and accurate source of basic musculoskeletal anatomy. While it should not replace the gold standard of peer-reviewed textbooks and journal articles, Wikipedia can be considered a good option for convenient reference for basic musculoskeletal anatomy.

Авторы также указывают на два ограничения исследования. Во-первых, Википедия не является завершенным источником, и со временем может измениться, в то время как исследование рассматривает статьи энциклопедии на определённый момент времени (более того, авторы подчёркивают, что сравнивают её именно с 14 изданием Атласа, но не делают такого акцента на то, что и Википедия взята для исследования в «текущей редакции»). Во-вторых, нельзя провести строгую иерархию этих двух источников анатомической информации, хотя в ряде случаев Википедия уступает по точности и полноте Атласу анатомии Гранта, есть и обратные примеры.

#### Другие исследования
В 2023 году в США исследователи из Университета Оттавы и Университета Чепмена в Калифорнии изучили 25 статей на английском языке, а также 300 внутренних страниц Википедии, которые позволяют заглянуть «за кулисы» материалов: страницы обсуждения, обычные форумы и форумы арбитров и нашли на этих страницах механизмы, с помощью которых редакторам удается избежать наказания за дезинформацию.